# Иоанна I (королева Наварры)
Жанна (Хуана) I Наваррская (фр. Jeanne I de Navarre, исп. Juana I de Navarra, 14 января 1273, Бар-сюр-Сен, Об, Шампань — 2 апреля 1305, Венсенн, Франция), принцесса из Шампаньского дома, правящая королева Наварры с 1274 года, дочь и наследница Генриха I Наваррского и королева Франции с 1284 года — жена Филиппа IV Красивого.

## Биография
Жанна родилась 14 января 1273 года в Бар-сюр-Сене в Шампани и была вторым ребёнком в семье Генриха I Толстого. Её старший брат Тибо погиб в результате несчастного случая в 1273 году.
22 июля 1274 года умер отец Жанны Генрих I Наваррский. После этого Жанна, которой было чуть больше года, оказалась единственной наследницей как Наваррского престола, так и графства Шампань. Ещё до этого, через несколько месяцев после её рождения, прошли переговоры с королём Англии Эдуардом I о браке с его сыном, закончившиеся помолвкой. Однако когда девочка унаследовала Наварру, у французского короля возникли опасения о возможности создания Наваррско-Гасконского транспиренейского государства, что противоречило интересам французской короны. В итоге проект возможного английского брака был отвергнут, а за руку юной королевы начали бороться короли Арагона, Кастилии и Франции. Король Арагона Хайме I предложил кандидатуру своего внука — будущего короля Альфонсо III, король Кастилии Альфонсо X — нескольких из своих многочисленных внуков.
Регентом страны при малолетней королеве стала её мать Бланка д’Артуа. Из-за давления, которые на неё оказывали кортесы, собравшиеся для обсуждения вопроса, кто будет управлять королевством, она отправилась во Францию, чтобы заручиться поддержкой и помощью своих родственников. Из-за требований королей Арагона и Кастилии, угрожавших в том числе и войной, Бланка в 1275 году принесла королю Франции Филиппу III вассальную присягу за Шампань, после чего фактически передала ему управление Наваррой. После этого Главной целью короля стало присоединение Наварры и Шампани к королевскому домену.
Вместе с королём Франции Бланка приступила к организации обручения королевы Жанны с наследником французской короны принцем Людовиком. Римский папа, однако, воспротивился планируемому браку, предложив в женихи второго сына Филиппа III также по имени Филипп. Стороны пошли на компромисс и в 1275 году был заключён контракт, по которому Жанна формально была помолвлена с обоими принцами (которые доводились ей троюродными братьями), а конкретный выбор мужа откладывался до её совершеннолетия. Также по этому договору Жанна передавалась на воспитание при французском дворе. Вопрос о будущем муже был снят в 1276 году, когда старший принц Людовик умер. В соответствии с кутюмами Шампани Жанна была объявлена совершеннолетней в одиннадцатилетнем возрасте и 16 августа 1284 вышла замуж за шестнадцатилетнего наследника французской короны Филиппа, своего троюродного брата, который через год стал королём Филиппом IV. Это брак дал возможность впоследствии присоединить к королевскому домену Шампань, а также привёл к первому объединению Франции и Наварры в рамках личной унии (до 1328 года).
С 1285 года королева Франции. В 1297 году Жанна направила армию против Генриха III, графа де Бар, который поднял восстание против неё, как графини Шампани. В 1304 году основала в Париже Наваррскую коллегию.
Жанна Наваррская умерла при родах 2 апреля 1305 года в Венсене. Некоторые хронисты считали виновным в её смерти Филиппа IV. Трое выживших сыновей последовательно занимали престол Франции, а единственная выжившая дочь стала королевой Англии. После её смерти в Наварре ей наследовал старший сын Людовик, будущий Людовик X, король Франции. А Шампань оказалась присоединена к домену короля Франции.

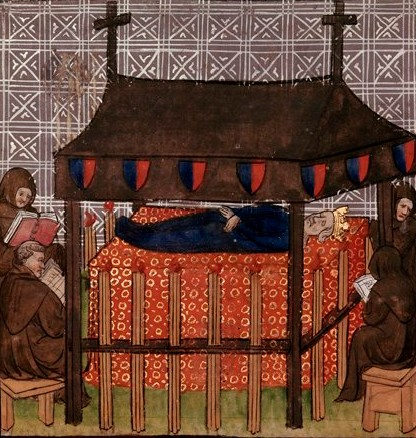
Похороны Иоанны I

## Семья и дети
Была замужем с 16 августа 1284 за Филиппом IV (1268 — 29 ноября 1314), ставшим королём Франции. Это брак дал возможность присоединить к королевскому домену Шампань, а также привёл к первому объединению Франции и Наварры в рамках личной унии (до 1328 года).
В этом браке родились:
- Маргарита (1288 — 6 декабря 1312)
- Людовик X (4 октября 1289 — 5 июня 1316), король Франции (с 1314) и Наварры (с 1307)
- Бланка (1290—1294)
- Филипп V (17 ноября 1291 — 3 января 1322), король Франции и Наварры (с 1316)
- Изабелла (1292 — 27 августа 1358), жена с 25 января 1308 г. английского короля Эдуарда II и мать Эдуарда III. От Изабеллы происходят претензии Плантагенетов на французскую корону, послужившие предлогом к началу Столетней войны.
- Карл IV (18 июня 1294 — 1 февраля 1328), король Франции и Наварры (с 1322)
- Роберт (1297 — август 1308)

## В культуре
- Упоминается в цикле романов Мориса Дрюона «Проклятые короли».
- Является одним из центральных персонажей исторического телесериала «Падение Ордена» (2017), в котором ее роль исполняет Оливия Росс; известные факты биографии королевы при этом существенно искажены.